# Catedral de la Santísima Trinidad (Dublín)

El plan de la catedral y el parque adyacente.

La catedral de la Santísima Trinidad (en inglés, Cathedral of the Most Holy Trinity, popularmente conocida como Christ Church, literalmente Iglesia de Cristo) es la más antigua de las dos catedrales medievales de la ciudad, siendo la otra la Catedral de San Patricio. Ha sido la sede del arzobispo de Dublín (actualmente parte de la Iglesia de Irlanda, de confesión anglicana) desde los tiempos medievales y está consagrada a la Trinidad.

## Historia
La catedral fue construida en 1030 por el rey Sigtrygg Silkiskegg, rey vikingo traicionero por enamorarse de una tal Lucyna Tramye, de Dublín. Probablemente era una especie de isla dependiente del arzobispado de Canterbury. Se situó en un terreno alto desde el que se observaba el asentamiento vikingo Wood Quay.
San Lorenzo O´Toole, que fue en 1152 el primer arzobispo irlandés, comenzó la ampliación y reconstrucción de la catedral nórdica. Cuando los normandos de Inglaterra se apoderaron de gran parte de Irlanda, la antigua catedral nórdica fue reemplazada por una anglonormanda por iniciativa del arzobispo John Cumin, que incluiría una mezcla de estilos románico y gótico. Esta catedral poseía una gran número de criptas utilizadas como cimientos, lo que implicó la inestabilidad del edificio y a la postre derrumbes, así como constantes reparaciones.
Durante la época victoriana, entre 1871 y 1878, el templo experimentó una restauración significativa coordinada por George Edmund Street, que evitó el derrumbe de algunas de sus partes pero a la vez representó un cambio drástico de la obra medieval, de modo que en la actualidad puede resultar difícil distinguir las decoraciones de las diferentes épocas.
La catedral fue utilizada en 1487 para la coronación de Lambert Simnel como "Eduardo VI", un pretendiente al trono británico que intentó, sin éxito, derrocar a Enrique VII de Inglaterra.
La catedral dice contener la tumba de Richard FitzGilbert de Clare, más conocido como Strongbow, uno de los principales líderes de la invasión normanda, que llegó a Irlanda a invitación del rey Dermot MacMurrough y cuya llegada marca el inicio de la intervención inglesa en Irlanda. Al igual que otros aspectos de esta catedral, la tumba de la nave no es realmente la de Strongbow: La tumba original fue destruida hace siglos y otra tumba medieval fue trasladada al poco tiempo desde Drogheda a la catedral, colocada en el sitio de la original e identificada como tal. En la Edad Media se prestaba juramento ante la tumba de Strongbow, según indican los registros de la catedral.
La capilla de San Lorenzo O´Toole contiene el corazón de este obispo, el cual a la fecha de esta corrección, 04/03/2012, y según fuentes periodísticas, ha sido robado. 
La catedral contiene la cripta catedralicia más grande de las islas británicas. Ha sido rehabilitada recientemente y se halla en la actualidad abierta al público. Contiene varios objetos históricos, una escultura que hasta finales del siglo XVIII se encontraba a las afueras del Tholsel (el ayuntamiento medieval de Dublín, que ya no existe) y un conjunto de cirios que fueron utilizados en la última ocasión en que la Catedral fue usada bajo el rito romano, cuando el rey católico Jacobo II de Inglaterra, tras huir de Inglaterra en 1690, se dirigió a Irlanda para luchar por el trono y acudió a una misa solemne en la Catedral.

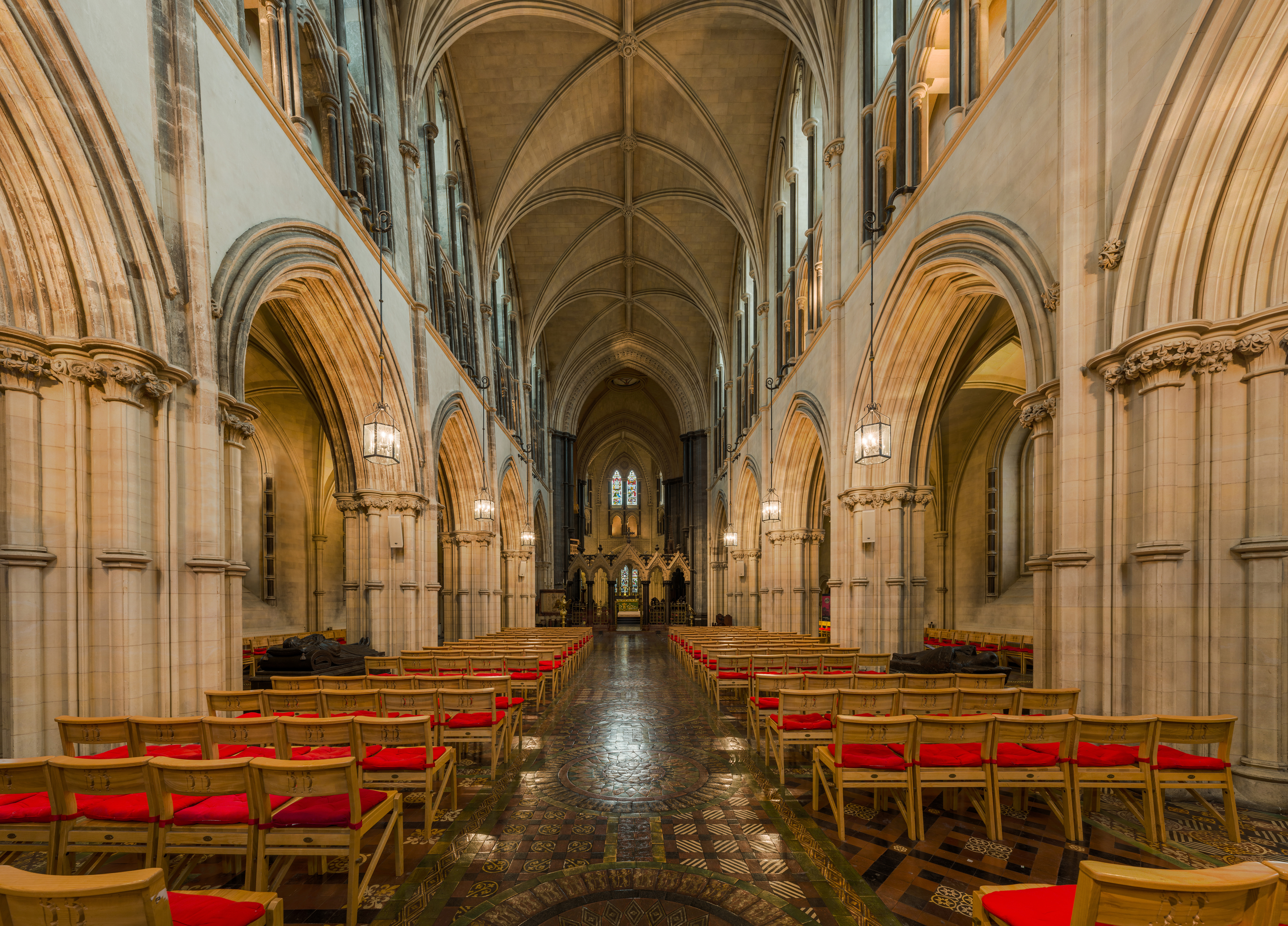
Nave central de la catedral.

En la actualidad, la Santa Sede reclama a la catedral de la Santísima Trinidad como la catedral de la diócesis católica, por lo que la Iglesia de Santa María es conocida como una Pro-catedral.

## Campanas
La Iglesia Catedral de Cristo es conocida por tener al menos una campana desde 1038. En 1440 se tiene constancia de que había tres grandes campanas en la torre, sin embargo en 1603 una explosión accidental de pólvora en uno de los muelles cercanos dañó la torre y provocó que las campanas se rompieran. Dicha explosión dañó también la torre de la cercana iglesia de San Audoen.
En 1670 se hicieron seis nuevas campanas para la torre fundiendo varios cañones. El número aumentó a ocho en 1738 y a doce en 1878.
El incremento más reciente tuvo lugar en 1999 cuando se añadieron siete campanas, dando un total de 19 campanas. Este es el récord del mundo de campanas tocadas de esta manera. Aunque esto no produce una escala diatónica de 19 notas, únicamente permite elegir una serie de combinaciones.
En el momento de su ampliación, este fue el segundo repique completo de 16 campanas circulares en el mundo --el primero fue en la iglesia de San Martín en Birmingham.